# Георги Илиев (борец)
Вижте пояснителната страница за други личности с името Георги Илиев.
Георги Андреев Илиев (Главния) е български борец и предприемач, шеф на „ВИС-2“ и „ВАИ холдинг“, („Васил Андреев Илиев холдинг“) брат е на Васил Илиев, считан за видна фигура в организираната престъпност в България в периода на прехода на България към демокрация и пазарна икономика.

## Биография

### Ранни години
Георги Илиев е роден в Кюстендил на 22 юли 1966 година. Баща му Андрей, родом от Кресна, умира през 1976 година, когато Георги е на 10 г. За Георги остава да се грижи майка му Невена. Има брат Васил и сестра Марияна. Учат в Кресна. И тримата се занимават със спорт. Георги е републикански и балкански шампион по борба. През 1983 г. е регистриран от милицията за кражба, три години по-късно е осъден на 11 години затвор за участие в групово изнасилване на германка, което прекратява спортната му кариера. През 1991 г. е освободен предсрочно и е задържан отново година по-късно, по подозрение за кражба на кола и фалшиви документи.

### Личен живот
През 1992 г. в столично заведение се запознава с бъдещата си съпруга – Мая Пенелова. На 24 април 1994 г. Георги и Мая се женят в софийската ритуална зала „Триадица“, а тържеството е проведено в ресторант „Мираж“, където година по-късно е убит братът на Георги – Васил Илиев. Кумове на сватбата са видният висаджия и близък приятел на Илиев Румен Маринов – Нарциса и неговата съпруга Биана Антонова – Биби. Сватбата на Георги и Мая е изключително интересно и важно събитие, тъй като тя събира на едно място всички видни фигури на българския престъпен живот по това време. Гости на сватбата са Филип Найденов – Фатик, Младен Михалев – Маджо, Димитър Димитров – Маймуняка, Злати Златев – Златистия, Бай Миле, Боян Петракиев – Барона, Гриша Ганчев, Николай Цветин и много други. През 2004 г. Георги и Мая Илиеви сключват църковен брак, който минава без празненство. Преди да умре през 2005 г., Георги Илиев прави подарък на съпругата си, като осиновява две момичета Андреа и Криста от Италианско сиропиталище. Подборът на точните момичета за осиновяване се пада на митичната фигура на прехода и близък приятел на семейство Илиеви – Веселин Нанов – Кайсията.
След смъртта на брат си той отказва да оглави застрахователната компания ВИС 2. Георги Илиев в интервю от 1995 г. казва: „Бяхме борци, вече сме бизнесмени.“. Интервюто е взето от криминалния журналист Надя Чолакова, 40 дни след смъртта на брат му Васил. В крайна сметка той се съгласява да оглави ВИС 2. През същата година влиза в ареста по обвинение за грабеж и побой, последното му обвинение е за хулиганство, след инцидент в дискотека БИАД през 2000 г. Три години по-късно Софийският районен съд осъжда президента на „ВАИ холдинг“ да плати 1200 лева обезщетение на един от собствениците на дискотека БИАД и акционер в „МИГ груп“ Слави Бинев и 700 лева глоба в полза на държавата. Сумата, която иска Бинев, е 50 хиляди лева.

### Смърт
На 25 август 2005 г., пред заведението му „Буда бар“ в курорта Слънчев бряг, около 22:30, снайперист го прострелва пред десетки свидетели. Убийството е сходно с това на собственика на МГ Корпорация Илия Павлов. Убийството става малко след победа на „Локомотив Пловдив“ (тогава собственост на Георги Илиев). Босът отива да празнува победата на отбора си в Слънчев бряг. Илиев е убит точно когато става да говори по телефона си. Умира на място – с един куршум в сърцето, а по него е стреляно от съседен хотел. Основната версия е, че убиец на Илиев е Васил Арарски, по-известен като Райко Кръвта. Според властите Илиев и Арарски са имали спор относно кой да оглави пазара за наркотици в югозападна България. Райко Кръвта е убит няколко месеца по-късно.
Пушката „Аншуц“ 22-ри калибър, с която е бил застрелян Георги Илиев, се съхранява в МВР.
Преди погребението на Георги Илиев възниква спор между вдовицата му Мая Илиева, майка му и сестра му. Мая заявява, че желанието на боса на „ВИС 2“ и „ВАИ холдинг“ е трупът му да бъде кремиран. Майката и сестрата са твърдо против и смятат, че Илиев трябва да бъде погребан в родния му град Кюстендил и останките му да бъдат положени до тези на брат му. В края на краищата Мая Илиева кремира трупа на съпруга си. Част от прахта е предадена на майка му, втората част е запазена от вдовицата – Мая, а третата е положена в Софийските централни гробища.

### Наследство
Георги Илиев оставя цялото си състояние, включващо движими и недвижими имоти, на жена си Мая. В наследството му фигурира клауза, според която вдовицата няма право да сключва брак 10 години след неговата смърт, а ако го направи, ще загуби всичко. Илиев оставя голямо богатство зад гърба си. Той притежава редица хотели и заведения в Слънчев бряг и Златни пясъци. Вили и апартаменти из цялата страна остават в ръцете на жена му. Едно от най-известните притежания на Илиев е яхтата му „Маями“, която той подарява на Мая за рождения ѝ ден. Яхтата е струвала близо 4 млн. лева.